# Arsakiden (Iberien)
Die Dynastie der Iberischen Arsakiden (georgisch არშაკიანი Aršakiani, oder არშაკუნიანი, Aršakuniani) war eine Seitenlinie der namensgebenden parthischen Arsakiden, die im antiken georgischen Königreich Iberien von ca. 189 bis 284 herrschte und denen dann die Dynastie der Chosroiden folgte. 

## Geschichte
Nachdem die Arsakiden unter Vologaeses V. (reg. 180–191) ihre Herrschaft über den armenischen Thron 180 konsolidiert hatten, bekamen sie die Gelegenheit, sich in Iberien einzumischen. Nach den mittelalterlichen georgischen Chroniken half der König von Armenien, den Professor Cyril Toumanoff mit Vologases II. gleichsetzte, den rebellischen Adeligen in Iberien seinen Schwager den letzten Herrscher der Parnawasiden Amazasp II. zu stürzen, und ihn durch seinen eigenen Sohn Rev I., dessen Herrschaft von 189 bis 216 die arsakidische Dynastie in Iberien begründete, zu ersetzen.
Die Arsakiden wurden im Jahr 226 in ihrem Ursprungsland durch die mächtigere und dynamische sassanidische Dynastie gestürzt, und das obwohl die Arsakiden mit dem Iran noch drei andere kaukasische Reiche (Armenien, Iberien und Albania) besaßen. Obwohl die späteren georgischen Chroniken von diesem Machtwechsel berichten, sind die Beiträge zu der betreffen Periode voll von Anachronismen und halblegendären Anspielungen, die wenige oder keine Details des Effektes der iranischen Wiederauferstehung auf die iberischen Arsakiden liefern. Was über die Periode bekannt ist, stammt von klassischen Quellen wie auch von sassanidischen Inschriften.
Durch das Ersetzen des schwachen, eher föderal ausgerichteten parthischen Reiches durch einen starken und zentralistischen Staat änderten die Sassaniden die politische Orientierung des prorömischen Iberiens und reduzierten es zu einem abhängigen Vasallenstaat. Schapur I. (reg. 242–272) setzte seinen Vasallen Amazaspus III. (reg. 260–265) auf den Thron von Iberien, womöglich als Rivalen oder Gegenkönig zu Mihrdat II. Mit dem Tod von Aspagur II. im Jahr 284 starb die Linie der iberischen Arsakiden aus, und die Sassaniden nutzten einen Bürgerkrieg im Römischen Reich aus, um ihren Kandidaten Mirian III. aus der Dynastie der Chosroiden auf den Thron zu setzen.

## Die Herrscher der Arsakiden
| Name         | Reg. Zeit |
| ------------ | --------- |
| Rev I.       | 189 – 216 |
| Vache        | 216 – 234 |
| Bakur I.     | 234 – 249 |
| Mirdat II.   | 249 – 269 |
| Amazasp III. | 260 – 265 |
| Aspagur I.   | 265 – 284 |